# Калеви Кул
Калеви Кул (на естонски: Kalevi Kull, р. 12 август 1952 г., Тарту, Естония) е професор по биосемиотика в Тартуския университет в Естония.

## Биография
Завършва биология в Тартуския университет (1970-1975).
Президент е на Естонското природонаучно общество (Eesti Looduseuurijate Selts) през 1991–1994 г.
От 1998 г. е сред редакторите на прочутото списание Трудове по знакови системи (Sign Systems Studies).
Екологът Олеви Кул е негов по-малък брат.

## Признание и награди[1]
- 2012 – почетен член на Унгарската асоциация за семиотични изследвания
- 2003 – почетен член на Семиотичното общество на Америка (на английски: Semiotic Society of America)
- 2002 – носител на ежегодната Национална награда за наука

## Кул в България
Проф. Кул участва в работата на Шестата (през 2000 г.) и на Тринадесетата ранноесенна школа по семиотика на Нов български университет (през 2007 г.).